# Hypothyris amapaensis
Hypothyris amapaensis är en fjärilsart som beskrevs av Brown 1980. Hypothyris amapaensis ingår i släktet Hypothyris och familjen praktfjärilar. Inga underarter finns listade i Catalogue of Life.